# Vologda oblast
Vologda oblast är ett oblast i nordvästra Ryssland med en yta på 145 700 km² och cirka 1,2 miljoner invånare. Den administrativa huvudorten är Vologda, medan den största staden är Tjerepovets.